# فرضية غيشفيند-جالابوردا
فرضية غيشفيند-جالابوردا (بالإنجليزية: Geschwind–Galaburda hypothesis) هي نظرية عصبية اقترحها نورمان غيشفيند وألبرت جالابوردا في عام 1987. تفترض الفرضية وجود اختلافات جنسية في القدرات المعرفية وتربطها بجانب وظيفة الدماغ. تختلف معدلات نضج النصفين الدماغيين وتتوسطها مستويات التستوستيرون التي يؤثر عليها بشكل كبير في مراحل التطور الجنيني وبعد سن البلوغ.
وفقًا للفرضية، يؤخر هرمون التستوستيرون نضج الدماغ، وخاصة النصف الأيسر منه، مما يؤدي إلى تطوير المناطق المقابلة في النصف الأيمن من الدماغ والمناطق غير المتأثرة في النصف الأيسر بشكل أسرع. وهذا يؤدي إلى تقليل المهارات اللفظية وزيادة خطر الإصابة بالاضطرابات اللغوية، مثل صعوبة التعلم وعسر القراءة، في حين يتطور النصف الأيمن من الدماغ بسرعة وتتطور المهارات المقابلة له مثل الانتباه وحل المشكلات.
بالنسبة لهرمون التستوستيرون الجنيني، يعيق ارتفاع مستوياته تطور علم الأعصاب والمناعة للفرد، مما يفسر بشكل محتمل كيفية ربط التمايز بين النصفين الدماغيين بالاضطرابات التعلمية والموهبة ونقص المناعة. في حالات النصف الأيسر من الدماغ الذي يكون قليلاً مُتطور أو يعاني من عجز وظيفي، قد تؤدي التمايزات العصبية في التشريح إلى نشاط تعويضي في مناطق أخرى من الدماغ.
حقل "علم وظائف الدماغ والاختلافات الفردية" معني بفهم العلاقة بين التمايز الدماغي واختلافات السلوك. اقترح الباحثان غيشفيند وجالابوردا في أعمالهما، أنه من أجل شرح الاختلافات في القدرات المعرفية، يتوقف الأمر على التعرض السابق للجنين لهرمون التستوستيرون. يربط هذا الإطار النظري الشامل بين علاقة تطور الدماغ ومستويات التستوستيرون والقدرات المعرفية. وتجمع النظرية مجموعة واسعة من الظواهر العصبية وعلاقاتها تحت مظلة نظرية واحدة.

## علاقة النظرية بعسر القراءة
يعاني الأفراد المصابون بعسر القراءة من درجات متفاوتة من صعوبات القراءة والكتابة واللفظ. سُلط الضوء بشكل صريح على تطور عسر القراءة لدى الأشخاص الذين يظهرون نمطًا معينًا من التمايز الدماغي ويعانون من صعوبات في معالجة اللغة. وعادةً ما يكون النصف الأيسر من الدماغ هو السائد في معالجة اللغة، ومع ذلك، قد يكون لدى الأفراد الذين يعانون من صعوبات في القراءة والكتابة نصف دماغ أيسر غير متطور بشكل كافٍ أو يعاني من إعاقة وظيفية، مما يؤدي إلى صعوبات في معالجة اللغة. رداً على ذلك، فإن النصف المخي الأيمن والقشرة الجدارية الخلفية يعوضان عن القيام بمهام معالجة اللغة، مما يؤدي إلى عدم الكفاءة في معالجة اللغة. قد يفسر هذا النشاط التعويضي في مناطق أخرى من الدماغ التباين في درجة الضعف التي يعاني منها الأفراد المصابون بعُسر القراءة. يمكن أن يكون فهم العلاقة بين الانحناء الجانبي الدماغي ومعالجة اللغة بين الأفراد الذين يعانون من عسر القراءة طريقة فعالة للتشخيص والعلاج. يمكن لمزيد من البحث تصميم مخططات مناسبة لتعزيز معالجة اللغة وقدرات الاتصال للأفراد.

## دراسات
حظيت فرضية غيشفيند-جالابوردا بدعم تجريبي من عدد من الدراسات. على سبيل المثال، ويتلسون وآخرون، اكتشفوا أن دماغ أينشتاين أظهر نمطًا غير نمطي من التماثل الدماغي الجانبي، مما يدعم الفرضية القائلة بأن تجانب الدماغ مرتبط بالقدرات المعرفية. فيما يتعلق بتأثير هرمون التستوستيرون، أدت زيادة كثافة الخلايا الدبقية في النصف الأيسر من الدماغ إلى زيادة التعرض قبل الولادة لهرمون التستوستيرون، مما أدى إلى تعطيل تطور الانحراف الدماغي. لذلك، تشير زيادة كثافة الخلايا في نصف الدماغ الأيسر لأينشتاين إلى أن التستوستيرون الذي تعرض له في فترة الحمل ربما تأثر على قدراته الإدراكية وأدى إلى تأخير في معالجة اللغة.
سلطت دراسة أخرى الضوء على دور التشريح العصبي في الفرد الذي يؤدي إلى عسر القراءة التنموي. لاحظ الباحثون أنه في حين أن دراسة الفروق بين الجنسين في عسر القراءة لا تزال في مراحلها المبكرة، فقد ثبت أن الاختلافات الهرمونية تسبب عدم تناسق دماغي، يتبعه صعوبات في اللغة والكلام. وُجد أن مناطق الدماغ التي تشارك في معالجة اللغة والوعي الصوتي، مثل الفصيص الصدغي والفصيص الجداري السفلي، تختلف بين الأفراد المصابين بعُسر القراءة وغير المصابين به. يمكن أن تؤدي الإعاقات في مناطق الدماغ هذه إلى عسر القراءة، والتي تتميز بصعوبات في القراءة والكتابة.

## التناقضات
على الرغم من أن فرضية غيشفيند-جالابوردا قد استشهد بها في وسائل الإعلام الرئيسية والنشر كسبب لعسر اليد، فقد قدمت القليل جدًا من الأدلة البحثية (إن وجدت) لإثبات النظرية. في الواقع، ظهرت أدلة تشير إلى أن التعرض العالي للإستروجين قبل الولادة من المرجح أن يعزز التعبير الجيني عن استخدام اليد اليسرى. في دراسة أقرتها مراكز السيطرة على الأمراض والوقاية منها، تقترح أن الرجال الذين تعرضوا قبل الولادة لثنائي إيثيل ستيلبوستيرول (دواء خصوبة يعتمد على الاستروجين)، هم أكثر عرضة لأن يكونوا أعسر من الرجال غير المعرضين. لم تجد دراسة أجراها كورنيش أي ارتباط بين الجنس واستخدام اليد، وهو ما يتعارض مع التوقعات بأنه يجب أن يكون هناك المزيد من الذكور والأشخاص الذين يستخدمون اليد اليسرى. في حين أن فرضية غيشفيند-جالابوردا تشير إلى أن المستويات الأعلى من هرمون التستوستيرون يجب أن تؤدي إلى عدم تناسق جانبي دماغي، فإن النظرية لم تثبت أو تدحض بشكل قاطع. هناك حاجة إلى مزيد من البحث لفهم كامل تعقيد هذه النظرية وآثارها.
بالإضافة إلى ذلك، تمتلك النظرية القدرة على تبسيط العلاقة بين تحمل الدماغ والقدرات الإدراكية. فتأثيرات تحمل الدماغ على القدرات الإدراكية تعد معقدة للغاية، وقد تكون هناك أسباب متعددة لا يتم شرحها بالكامل بواسطة التحمل الدماغي الجانبي أو هرمون التستوستيرون المتداول. قد يكون هناك حاجة إلى نهج شامل أكثر لفهم العلاقة بين تحمل الدماغ والقدرات الإدراكية. وتشير الأدلة المثيرة للجدل التي تدعم وتعارض النظرية إلى أنها قد لا تكون تفسيرًا موثوقًا لهذه التطورات.